# Celerena mutata
Celerena mutata là một loài bướm đêm trong họ Geometridae.